# South Delhi (Distrikt)
Der Distrikt South Delhi (Hindi दक्षिण दिल्ली जिला, englisch South Delhi district) ist ein Distrikt des Nationalen Hauptstadtterritoriums Delhi in Indien. Er ist Teil der eine einzige Agglomeration bildenden Megastadt Delhi. Der Distrikt wurde im Jahr 1997 gegründet, bei der Reorganisation der Distrikte Delhis im Jahr 2012 aber in seiner Grenzziehung erheblich verändert.

## Geographie
Der Distrikt liegt im Süden des Hauptstadtterritoriums. Er grenzt dort an den benachbarten Bundesstaat Haryana im Bereich der Städte Gurugram und Faridabad.

## Verwaltungsgliederung
Der Distrikt South Delhi ist wie die übrigen zehn Distrikte des Hauptstadtterritoriums in drei tehsils (Subdistrikte) unterteilt, nämlich Hauz Khas, Mehrauli und Saket.

## Geschichte

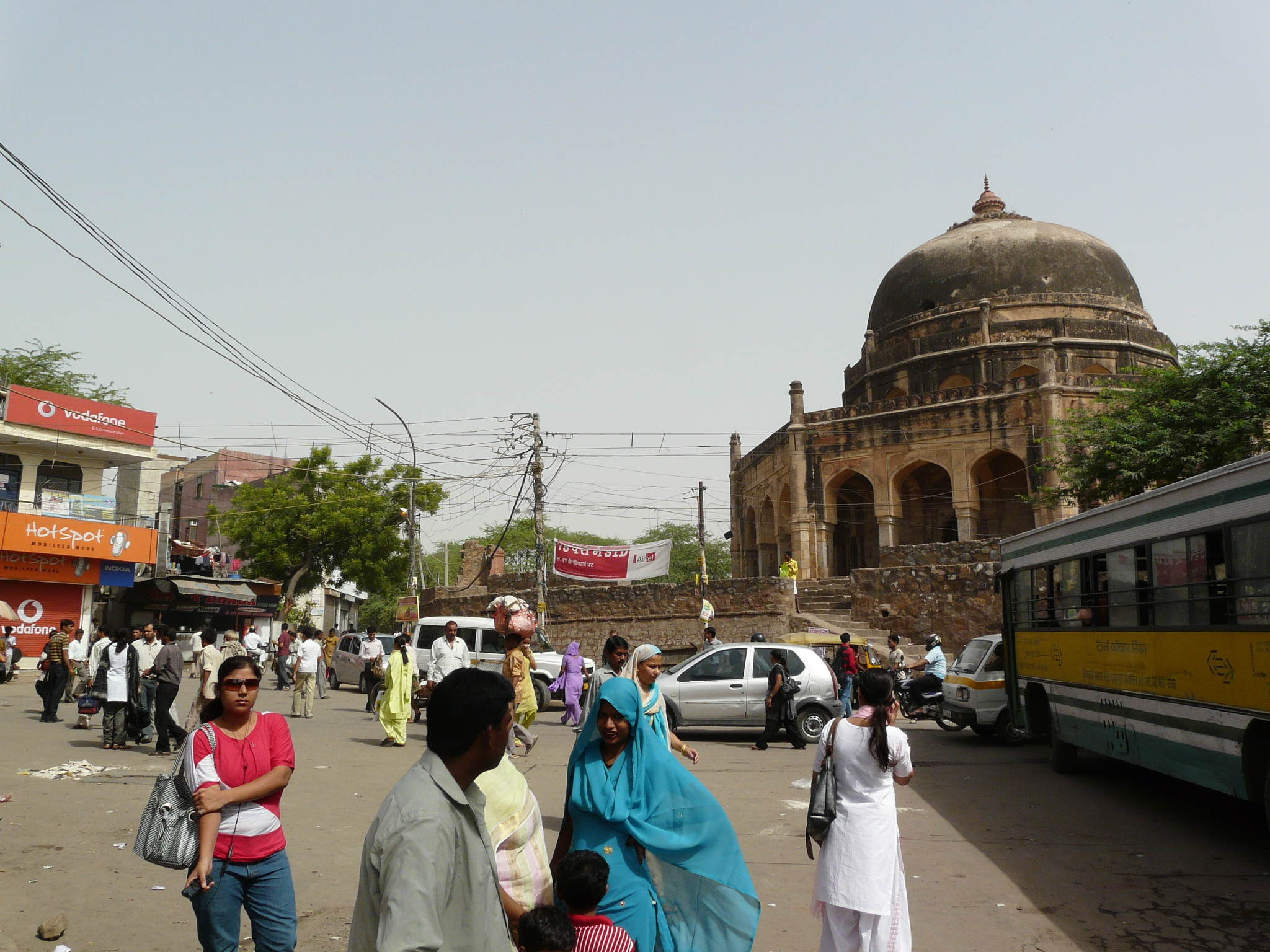
Straßenszene in Mehrauli

Ein Distrikt namens South Delhi besteht seit 1997, als das vormals aus einem einzigen Distrikt bestehende Hauptstadtterritorium in neun Distrikte geteilt wurde. In seinen damaligen Grenzen war der Distrikt 247 km² groß und hatte bei der Volkszählung 2011 rund 2,73 Millionen Einwohner.
Bei der Reorganisation der Distrikte Delhis im Jahr 2012, als deren Gesamtzahl auf elf erhöht wurde, erfuhr der Distrikt durch die Errichtung des neuen Distrikts South East Delhi eine erhebliche Verkleinerung, weshalb ältere statistische Daten nicht mehr vergleichbar sind.